# 川下公園
川下公園（かわしもこうえん）は、札幌市白石区にある公園。

## 概要
白石区初の総合公園として1999年（平成11年）に全面オープン。札幌市の木であるライラックを世界中から集めて200種1,700本を植栽した「ライラックの森」があり、札幌市の委託を受けて札幌市公園緑化協会が1991年（平成3年）に策定した「川下公園ライラックの森基本構想」に基づいて造成した。ライラック収集は札幌の気候に適した品種の選定を行い、多くはカナダのロイヤル・ボタニカル・ガーデンズから枝の供給を受けて接ぎ木によって増殖した。ほかにはアメリカ、中国、ドイツなどからも収集している。また、ウィリアム・スミス・クラークがアメリカに寄贈したライラックの子孫も植えている。『さっぽろライラックまつり』川下会場になっているほか、各種イベントを開催している。

## 施設
リラックスプラザの浴室は、温泉を汲み上げて営業していたが、2009年（平成21年）に発生した温泉井戸ポンプ設備の故障により水道水での代用営業が続いていた。調査し検討した結果、経年劣化により温泉管が破損していることが判明したが、多額の修繕費をかけても安定した湯量確保が難しいことなどから温泉での営業再開を断念し、水道水による営業継続を決めた。
リラックスプラザ
営業時間：9:00 - 21:00
休館日：毎週月曜日、年次整備、年末年始
屋内公園
プール
親水プール（水深110 cm）
幼児プール（水深50 cm）
ジャグジー
採暖休憩室
浴室　料金200円
低温湯
高温湯
寝湯ジェットバス
ウォーキングコース
健康歩道
レストラン（リラパーク）
無料休憩所
幼児コーナー
野球場
両翼92 m
テニスコート
砂入り人工芝4面
パークゴルフ場
休場日：毎週月曜日（月曜日が祝日の場合は翌日、または一番近い祝日以外の日）
18ホール
グランドゴルフ
歩くスキー
スキー山
遊具広場
芝生広場
壁泉・展望台
壁泉
カナール
小噴水
展望台
ライラックの森
フレンチライラック
ヒアシンシフローラライラック
プレストンライラック
ピクニック広場
開放期間：4月29日から11月3日
火気使用時間：10:00 - 16:00
炉（20基）
ふるさとの丘

## 参考資料
- “川下公園” (PDF).   札幌市公園緑化協会. 2016年7月27日閲覧。
- “川下公園ライラックの森” (PDF).   札幌市公園緑化協会. 2016年7月27日閲覧。